# Moitié moitié
Pour les articles homonymes, voir Moitié-moitié.
Moitié moitié est une série télévisée canadienne produite par Les Productions Charbonneau inc. et diffusée depuis le 8 février 2008 sur TFO. La majorité des jeunes comédiens viennent de l’École secondaire publique De La Salle, à Ottawa.

## Synopsis
Deux adolescents jumeaux, Matisse et Mahée, doivent partager leur vie entre la ville (Toronto) et la campagne depuis le divorce de leurs parents.

## Distribution
- Mathieu-Philippe Perras : Matisse
- Anie Richer : Mahée
- Karine Ricard : Anne-Lune
- Vincent Poirier : Gabriel
- Steffi D[2] : Audrey
- Alexandre Campeau : Delphine
- Philippe Landry : Dominic
- Emmanuelle Lussier-Martineau : Élodie
- Gabrielle Brunet-Poirier : Laurence
- Grégoriane Minot : Li
- Pascal Boyer : Lucas
- Anne Beaudry : Marie-France
- Jean Deschênes : Peter
- Joël-Jean Beauchemin : Raphaël
- Éric Trottier : Samuel
- Nancy Musuakala : Zoé